# Daniil Andrejewitsch Chlussewitsch
Daniil Andrejewitsch Chlussewitsch (russisch Даниил Андреевич Хлусевич; * 26. Februar 2001 in Simferopol, Ukraine, Republik Krim) ist ein russischer Fußballspieler.

## Karriere

### Verein
Chlussewitsch wechselte im Januar 2018 von UOR Krasnolessje zu Arsenal Tula. Im September 2018 debütierte er im russischen Cup für die erste Mannschaft Tulas. Sein Debüt in der Premjer-Liga gab er allerdings erst fast zwei Jahre später im Juli 2020 gegen den FK Dynamo Moskau. In der Saison 2019/20 spielte er insgesamt fünfmal in der höchsten russischen Spielklasse. In der Saison 2020/21 absolvierte der Flügelstürmer 25 Spiele in der Premjer-Liga, in denen er dreimal traf. In der Saison 2021/22 kam er bis zur Winterpause zu 16 Einsätzen und vier Toren.
Im Januar 2022 wechselte Chlussewitsch innerhalb der Liga zu Spartak Moskau.

### Nationalmannschaft
Im Juni 2021 debütierte Chlussewitsch für die russische U-21-Auswahl, für die er insgesamt achtmal zum Einsatz kam. Im September 2022 gab er in einem Testspiel gegen Kirgisistan sein Debüt für die A-Nationalmannschaft.